# Арланса
Арла́нса (исп. Río Arlanza) — река в северной Испании, левый приток реки Писуэрга. Длина — 159,6 км, площадь бассейна — 5329 км² (по другим данным — 5380,2 км²).
Истоки реки расположены в горах Сьерра-де-Нейла горного массива Сьерра-де-ла-Деманда на территории муниципалитета Кинтанар-де-ла-Сьерра. Река протекает по провинциям Бургос и Паленсия, где впадает в реку Писуэрга, приток Дуэро.
Крупнейший приток — Арлансон.
В 1980-х годах в пещерах в среднем течении реки были обнаружены археологические находки датируемые поздним плейстоценом.

## Описание
Река Арланса — одна из самых важных рек, протекающих через провинцию Бургос. Это приток реки Писуэрга, Торквемада. Исток реки находится в районе Фуэнте-Санса, муниципалитет Кинтанар-де-ла-Сьерра на высоте почти 1700 м. На своём 160-километровом пути она полностью пересекает сердце провинции Бургос, которую она оставляет на высоте муниципалитета Пераль-де-Арланса, чтобы пройти последние 10 км через провинцию Паленсия, где она впадает в реку Писуэрга на высоте муниципалитета Торквемада (741 метр над у. м.). Проходя через труднопроходимый район провинции Бургос, река принимает воды многочисленных ручьёв и рек, которые рождаются в результате таяния ледников в горах. Основным притоком является Арлансон.
В верхнем течении река протекает по высокогорью Сьерра-де-ла-Деманда, образуя живописные пейзажи с выраженными рельефами и узкими ущельями. В нижнем течении река проходит по равнине среди возделываемых полей и, прежде всего, одной из отличительных черт региона — виноградников. С 900 года река Арланса ознаменовала христианское наступление Реконкисты. Об этом свидетельствуют форты и замки, которые имеются на её берегах. Река стала символом Кастилии, источником многочисленных исторических фактов, преданий и устных историй о её героях-основателях.
Бассейн определяется руслом реки плюс ширина разлива около 25 м на каждом берегу. Некоторые участки представляют определённый интерес для рыбоводства, поскольку содержат некоторые экзотические виды рыб и поддерживают определённое разнообразие и естественный природный баланс.

## Флора и фауна
В реке и на её берегах водятся земноводные — несколько видов тритонов, змей (ящеричная змея, точечная ошейниковая змея, южная гладкая змея, гадюка), лягушек и жаб; более пятидесяти видов птиц; белки, ласки, кролики и ежи, косули, лани, кабаны, иберийский заяц, волки, выдры, кроты, американская норка и другие. Из рыб водятся усач обыкновенный, окунь, экзотические представители лучепёрых рыб (лат. cobitis calderoni), иберийский бычок.
Часть реки протекает через «Природный парк Сабинарес Арланса-Ла-Экла» (Бургос). Под охраной государства находятся такие виды, как стервятник, белоголовый сип, беркут, сокол-сапсан и филин. Из растений наиболее ценными являются массивы можжевельника ладанного (Juniperus thurifera) — самого большого и лучше всего сохранившегося массива можжевельников на планете. Некоторым можжевельникам Арлансы более двух тысяч лет. Широко представлены злако-разнотравные сообщества.
- Река Арланса.
- Арланса.
- Ретуэрта, река Арланса.
- Берега реки Арланса.
- Вид на Тордомар с моста через Арлансу.
- Река Арланса, протекающая через Коваррубиа.

## Туризм
Река проходит ряд разнообразных ландшафтов, её воды омывают окрестности исторических памятников, таких как монастырь Сан-Педро-де-Арланса в муниципалитете Хортигуэл. Река имеет жизненно важное значение для района провинции Бургос. Многие из его муниципалитетов зародились и развивались на берегах реки, воды которой использовались для орошения сельскохозяйственных культур, снабжения водой горожан, передвижения населения. Многочисленные мельницы находятся на её берегах. Многие города в этом районе имеют в составе названий как часть — название реки, которая на протяжении всей истории имела важное значение для их существования.
По реке Арланса проложен туристический маршрут, который рассчитан на осмотр верховий реки. Главная дорога идёт по направлению в сторону города Лерма, проходит через Виллахос, Тордомар и Санта-Сесилию. В муниципалитете Лерма сохранилось несколько монастырей и большой дворец, построенный в XVII веке знаменитым герцогом Лерма, напротив находится большая городская площадь и смотровая площадка с видом на реку. Дорога почти всегда идёт вдоль Арлансы. Пейзаж постепенно становится более гористым. Миновав несколько городов, в Коваррубиасе можно увидеть остатки стены и историческую коллегиальную церковь Торре-де-Донья Уррака, основанную в X веке. Отсюда можно свернуть по региональной дороге к знаменитому монастырю Санто-Доминго-де-Силос или продолжить путь вдоль реки и полюбоваться руинами монастыря Сан-Педро-де-Арланса, расположенного среди пышных и красивых пейзажей. В Хортигуэле на краю каньона, образующего живописную реку, возвышается романская обитель, в Лара-де-лос-Инфантес — место рождения Фернана Гонсалеса, в Кинтанилья-де-лас-Виньяс можно увидеть знаменитую вестготскую церковь с одноимённым названием.
В долине реки проходила часть съёмок фильма «Хороший, плохой, злой».